# Escuela para perros
Escuela para perros (en inglés Doggy Day School, y en portugués Escola pra Cachorro) es una serie de animación para niños producida por productoras Mixer (Brasil) y Cité-Amérique (Canadá). El estudio de animación Lightstar Studios, ubicado en Santos, Brasil produjo la animación de la primera y segunda temporada, además de ser responsable de la dirección del Director brasileño Marcelo Fernandes De Moura. Los episodios muestran cinco cachorros que pasan el día en una "guardería" para los animales, donde jugar, aprender y hacer muchos amigos. El programa se emitió en Brasil por Nickelodeon y también por TV Cultura.

## Personajes

### Principales
- Lucas - es un pequeño dálmata blanco con manchas grises muy ocupados y juguetón. Prácticamente es el  protagonista porque la mayoría de las historias que se centralizarán. Le encanta jugar en el barro, pero odia el agua y que se ejecuta siempre. Lucas actúa a menudo impaciente y terminan haciendo las cosas mal. Su voz se hace por Bruno Marcal.

- Lili - es un salto caniche caminar púrpura. Es vano y muy elegante, es un gran amiga, aunque a veces sea un poco creída y malcriada. En el episodio "Los diamantes de Lili" lleva un collar de diamantes alrededor de su cuello y, posiblemente, su propietario es rico. Su voz se hace Bianca Alencar.

- Pedro - es un perro de caza y un formato cuadrado y no glotón. Peter le encanta comer galletas para perros ya veces es un poco mandon. Termina siendo muy sincero y pueden echar a perder la diversión de otros o hacerles daño sin querer. Su voz se hace por Yuri Chesman.

- Koda - es un husky siberiano blanco con manchas de color púrpura que presenta siempre un líder. En "Super Koda" se convirtió en un súper Koda con una capa que parece Kripto - El super-perro . También es muy inteligente a pesar de que a veces termina por molestar a los demás. Su voz se hace por Wendell Bezerra.

- Suki - es un enorme shih-tzu de un marrón redondo, y un lazo rosa en la cabeza. Es un gran amiga, compreesiva y ama a todos. Cuando algo sale mal, es todo hablar y regocijarse otra vez. Su talento es el equilibrio sobre una pelota. Su voz se hace Marques Jussara.

- Rosa - es la maestra de los perros y los humanos sólo en la serie. Rosa siempre da snacks, lleva a los perros a pasear y la escuela para contar historias a los mismos. Ella tiene gafas redondas y una cola de caballo en la cabeza.

### Otros
- Louis - una gata es una vecina mala de los perros que vive en una tienda de alimentos junto a la escuela para perros. Louis habla no sólo da maullidos y tiene una forma redonda.

- Fish - es un pez de colores sonriente que vive en un acuario a la escuela del perro. No habla sólo se ríe.

- Carne de cerdo - Es un cerdo redondo que aparece en el episodio "Un día de cerdo". Actúa como una persona de clase en lugar de una normal de cerdo. Él prefiere más es cantar y caminar tranquilamente a hacer líos, pero todavía le encanta revolcarse en el barro como Lucas. A diferencia de todos los animales que aparecen en la serie cuenta el cerdo.

- Vladimir - es un dachshund marrón actor de una ciudad ficticia llamada Dogwood. Se trata de un estudiante temporal que aparece en sólo tres episodios.

## Episodios

### Temporada 1 (2008-2009)
| #  | Título                            |
| 1  | Um dia de porco                   |
| 2  | Uma pequena diferença             |
| 3  | Lili no dia dos esportes          |
| 4  | Biscoitinhos Fedorentos           |
| 5  | Super Koda                        |
| 6  | Talento nato                      |
| 7  | O Segredo do Pedro                |
| 8  | Poodle de Montão                  |
| 9  | Os Diamantes da Lili              |
| 10 | Hora do Banho                     |
| 11 | Koda Cachinhos Dourados           |
| 12 | Dança do coça coça                |
| 13 | um cachorrinho entra na escola?   |
| 14 | Um concurso pra cachorro          |
| 15 | Calma, Lucas                      |
| 16 | A sorte de Lucas?*                |
| 17 | Muito medo de fracassar?          |
| 18 | Regras do Jogo                    |
| 19 | O aniversário da Tia rosa?        |
| 20 | Meu amigo Peixe                   |
| 21 | Esconde-esconde?                  |
| 22 | Cão que canta, seus males espanta |
| 23 | Uma tartaruga na escola           |
| 24 | o Sonho ?                         |
| 25 | no ritmo do Controle?             |
| 26 | Quem tem medo do veterinário      |

## Emisión
| País        | Cadena(s)                                        | Título               | Primera Emisión                        |
| ----------- | ------------------------------------------------ | -------------------- | -------------------------------------- |
| Brasil      | Nickelodeon                                      | Escola Pra Cachorros | 12 de octubre de 2009                  |
| Brasil      | TV Cultura                                       | Escola Pra Cachorros | 29 de marzo de 2010                    |
| Brasil      | TV Rá Tim Bum                                    | Escola Pra Cachorros | 1 de octubre de 2011                   |
| Brasil      | TV Brasil                                        | Escola Pra Cachorros | 17 de abril de 2011                    |
| Argentina   | Nickelodeon Latinoamérica Nick Jr. Latinoamérica | Escuela para perros  | 3 de abril de 2010 10 de abril de 2010 |
| Paraguay    | Nickelodeon Latinoamérica Nick Jr. Latinoamérica | Escuela para perros  | 3 de abril de 2010 10 de abril de 2010 |
| Venezuela   | Nickelodeon Latinoamérica Nick Jr. Latinoamérica | Escuela para perros  | 3 de abril de 2010 10 de abril de 2010 |
| Uruguay     | Nickelodeon Latinoamérica Nick Jr. Latinoamérica | Escuela para perros  | 3 de abril de 2010 10 de abril de 2010 |
| Panamá      | Nickelodeon Latinoamérica Nick Jr. Latinoamérica | Escuela para perros  | 3 de abril de 2010 10 de abril de 2010 |
| México      | Nickelodeon Latinoamérica Nick Jr. Latinoamérica | Escuela para perros  | 3 de abril de 2010 10 de abril de 2010 |
| Bolivia     | Nickelodeon Latinoamérica Nick Jr. Latinoamérica | Escuela para perros  | 3 de abril de 2010 10 de abril de 2010 |
| Perú        | Nickelodeon Latinoamérica Nick Jr. Latinoamérica | Escuela para perros  | 3 de abril de 2010 10 de abril de 2010 |
| Puerto Rico | Nickelodeon Latinoamérica Nick Jr. Latinoamérica | Escuela para perros  | 3 de abril de 2010 10 de abril de 2010 |
| Colombia    | Nickelodeon Latinoamérica Nick Jr. Latinoamérica | Escuela para perros  | 3 de abril de 2010 10 de abril de 2010 |
| Honduras    | Nickelodeon Latinoamérica Nick Jr. Latinoamérica | Escuela para perros  | 3 de abril de 2010 10 de abril de 2010 |
| Ecuador     | Nickelodeon Latinoamérica Nick Jr. Latinoamérica | Escuela para perros  | 3 de abril de 2010 10 de abril de 2010 |
| Chile       | Nickelodeon Latinoamérica Nick Jr. Latinoamérica | Escuela para perros  | 3 de abril de 2010 10 de abril de 2010 |
| Costa Rica  | Nickelodeon Latinoamérica Nick Jr. Latinoamérica | Escuela para perros  | 3 de abril de 2010 10 de abril de 2010 |
| Canadá      | TVOntario                                        | Doggy Day School     | 10 de enero de 2010                    |